# Santa Ana (Anzoátegui)
Santa Ana è un comune del Venezuela situato nello stato dell'Anzoátegui.
Il capoluogo del comune è la città di Santa Ana.